# Gurrea de Gállego
Gurrea de Gállego ist eine spanische Gemeinde in der Provinz Huesca in Aragonien. Sie gehört zur Comarca Hoya de Huesca.
Nachbargemeinden sind: El Temple, La Paúl, Alcalá de Gurrea, Marracos, San Jorge und Almudévar.

## Geschichte
Im Jahr 1099 wurde der Ort „Gorreia“ von König Pedro I. dem Kloster Montearagón geschenkt.

## Bevölkerungsentwicklung seit 1900
| 1900  | 1910  | 1930  | 1940  | 1950  | 1960  | 1970  | 1981  | 1986  | 1992  | 1999  | 2004  |
| ----- | ----- | ----- | ----- | ----- | ----- | ----- | ----- | ----- | ----- | ----- | ----- |
| 1.514 | 1.619 | 1.697 | 1.626 | 2.199 | 2.600 | 2.285 | 2.178 | 2.117 | 1.981 | 1.839 | 1.744 |

## Sehenswürdigkeiten
- Die romanische Kirche San Nicolás de Bari

## Gemeindepartnerschaften
- Sauveterre-de-Béarn in Frankreich